# Aeroporto de Turiaçu
O Aeroporto de Turiaçu é um aeroporto brasileiro localizado no município de Turiaçu, no Maranhão, bairro Canário. Encontra-se a 1593 km  de Brasília e a 2436 km de São Paulo (capital). Sua pista possui 600 metros em grama e é sinalizada.